# Zhang Weili
Zhang Weili (张伟丽S; Handan, 13 agosto 1989) è una lottatrice di arti marziali miste cinese.
Combatte nella divisione dei pesi paglia per l'organizzazione statunitense UFC, dove è l'attuale campionessa di categoria. In passato ha militato anche nelle promozioni Kunlun Fight MMA e Top FC, dove è stata campionessa di categoria.

## Carriera nelle arti marziali miste

### Ultimate Fighting Championship
Zhang sigla un contratto con la promozione statunitense UFC nell'estate del 2018. Il suo debutto contro Danielle Taylor, il 4 agosto seguente a UFC 227, culmina con un successo per decisione unanime dei giudici.
Nel corso dei sei mesi successivi scala rapidamente la classifica dei pesi paglia sconfiggendo le contendenti Jessica Aguilar e Tecia Torres, rispettivamente per sottomissione e per decisione unanime. Ciò le consente di essere scelta come sfidante numero uno al titolo della campionessa brasiliana Jéssica Andrade, contro la quale si misura nella seconda parte del 2019 imponendosi via KO tecnico a 42 secondi dall'inizio del match. Tale successo la prende la prima lottatrice cinese a conquistare un titolo mondiale in UFC.

## Risultati nelle arti marziali miste
| Risultato | Record | Avversario             | Metodo                            | Evento                                 | Data              | Round | Tempo | Città                              | Note                                                           |
| --------- | ------ | ---------------------- | --------------------------------- | -------------------------------------- | ----------------- | ----- | ----- | ---------------------------------- | -------------------------------------------------------------- |
| Vittoria  | 26-3   | Tatiana Suarez         | Decisione (unanime)               | UFC 312: Du Plessis vs Strickland 2    | 9 febbraio 2025   | 5     | 5:00  | Sydney, Australia                  | Difende il titolo dei pesi paglia UFC.                         |
| Vittoria  | 25-3   | Yan Xiaonan            | Decisione (unanime)               | UFC 300                                | 13 aprile 2024    | 5     | 5:00  | Las Vegas, Stati Uniti             | Difende il titolo dei pesi paglia UFC.                         |
| Vittoria  | 24-3   | Amanda Lemos           | Decisione (unanime)               | UFC 292                                | 19 agosto 2023    | 5     | 5:00  | Boston, Stati Uniti                | Difende il titolo dei pesi paglia UFC. Perfomance of the Night |
| Vittoria  | 23-3   | Carla Esparza          | Sottomissione (rear-naked choke)  | UFC 281: Adesanya vs. Pereira          | 12 Novembre 2022  | 2     | 1:05  | New York, Stati Uniti              | Vince il titolo dei pesi paglia UFC. Perfomance of the Night   |
| Vittoria  | 22-3   | Joanna Jędrzejczyk     | KO (pugno girato)                 | UFC 275: Teixeira vs Prochazka         | 11 giugno 2022    | 2     | 2:28  | Kallang, Singapore                 | Perfomance of the Night                                        |
| Sconfitta | 21-3   | Rose Namajunas         | Decisione (non unanime)           | UFC 268: Usman vs. Covington 2         | 6 novembre 2021   | 5     | 5:00  | New York, Stati Uniti              | Per il titolo dei pesi paglia UFC                              |
| Sconfitta | 21-2   | Rose Namajunas         | KO (calcio alla testa)            | UFC 261: Usman vs. Masvidal 2          | 24 Aprile 2021    | 1     | 1:18  | Jacksonville, Stati Uniti          | Perde il titolo dei pesi paglia UFC                            |
| Vittoria  | 21-1   | Joanna Jędrzejczyk     | Decisione (non unanime)           | UFC 248: Adesanya vs. Romero           | 7 marzo 2020      | 5     | 5:00  | Las Vegas, Stati Uniti             | Difende il titolo dei pesi paglia UFC, Fight of the Night      |
| Vittoria  | 20-1   | Jéssica Andrade        | KO tecnico (ginocchiate e pugni)  | UFC Fight Night: Andrade vs. Zhang     | 31 agosto 2019    | 1     | 0:42  | Shenzhen, Cina                     | Vince il titolo dei pesi paglia UFC, Perfomance of the Night   |
| Vittoria  | 19-1   | Tecia Torres           | Decisione (unanime)               | UFC 235: Jones vs. Smith               | 2 marzo 2019      | 3     | 5:00  | Las Vegas, Stati Uniti d'America   |                                                                |
| Vittoria  | 18-1   | Jessica Aguilar        | Sottomissione (armbar)            | UFC Fight Night: Blaydes vs. Ngannou 2 | 4 novembre 2018   | 1     | 3:41  | Pechino, Cina                      |                                                                |
| Vittoria  | 17-1   | Danielle Taylor        | Decisione (unanime)               | UFC 227: Dillashaw vs. Garbrandt 2     | 4 agosto 2018     | 3     | 5:00  | Los Angeles, Stati Uniti d'America |                                                                |
| Vittoria  | 16-1   | Bianca Sattelmayer     | Sottomissione (armbar)            | Kunlun Fight MMA 15                    | 3 ottobre 2017    | 1     | 3:29  | Seul, Corea del Sud                | Incontro catchweight (119 lbs)                                 |
| Vittoria  | 15-1   | Marilia Santos         | KO tecnico (gomitate)             | Kunlun Fight MMA 14                    | 28 agosto 2017    | 2     | 3:20  | Yantai, Cina                       | Difende il titolo pesi paglia KLF                              |
| Vittoria  | 14-1   | Ye-dam Seo             | KO tecnico (gomitata e pugni)     | Top FC 15                              | 22 luglio 2017    | 2     | 1:35  | Seul, Corea del Sud                | Vince il titolo pesi paglia Top FC                             |
| Vittoria  | 13-1   | Aline Sattelmayer      | Decisione (unanime)               | Kunlun Fight MMA 12                    | 1 giugno 2017     | 3     | 5:00  | Yantai, Cina                       | Difende il titolo pesi paglia KLF                              |
| Vittoria  | 12-1   | Simone Duarte          | KO tecnico (pugni)                | Kunlun Fight MMA 11                    | 25 maggio 2017    | 1     | 2:29  | Jining, Cina                       | Vince il titolo pesi paglia KLF                                |
| Vittoria  | 11-1   | Nayara Hemily          | Sottomissione (guillotine choke)  | Kunlun Fight MMA 9                     | 25 febbraio 2017  | 1     | 0:41  | Sanya, Cina                        |                                                                |
| Vittoria  | 10-1   | Veronica Grenno        | KO tecnico (ginocchiata al corpo) | Kunlun Fight MMA 8                     | 2 gennaio 2017    | 1     | 1:50  | Sanya, Cina                        |                                                                |
| Vittoria  | 9-1    | Karla Benitez          | KO (pugno)                        | Kunlun Fight MMA 7                     | 15 dicembre 2016  | 1     | 2:15  | Pechino, Cina                      |                                                                |
| Vittoria  | 8-1    | Maira Mazar            | Sottomissione (rear-naked choke)  | Kunlun Fight 53                        | 24 settembre 2016 | 1     | 4:11  | Pechino, Cina                      |                                                                |
| Vittoria  | 7-1    | Emi Fujino             | KO tecnico (stop medico)          | Kunlun Fight 49                        | 7 agosto 2016     | 2     | 2:51  | Tokyo, Giappone                    |                                                                |
| Vittoria  | 6-1    | Liliya Kazak           | KO (calcio alla testa)            | Kunlun Fight 47                        | 10 luglio 2016    | 2     | 4:13  | Nanjing, Cina                      |                                                                |
| Vittoria  | 5-1    | Alice Ardelean         | Sottomissione (rear-naked choke)  | Kunlun Fight MMA 5 / Top FC 11         | 22 maggio 2016    | 2     | 4:41  | Seul, Corea del Sud                |                                                                |
| Vittoria  | 4-1    | Svetlana Gotsyk        | KO tecnico (pugni)                | Kunlun Fight 38 / Super Muaythai 2016  | 21 febbraio 2016  | 2     | 2:29  | Pattaya, Thailandia                | Debutto nei pesi paglia                                        |
| Vittoria  | 3-1    | Samantha Jean-Francois | KO tecnico (pugni)                | Kunlun Fight 35                        | 19 dicembre 2015  | 1     | 3:37  | Luoyang, Cina                      |                                                                |
| Vittoria  | 2-1    | Mei Huang              | Sottomissione (rear-naked choke)  | Chinese Kung Fu Championships          | 27 ottobre 2014   | 1     | 0:40  | Cina                               |                                                                |
| Vittoria  | 1-1    | Shuxia Wu              | Sottomissione (armbar)            | Chinese Kung Fu Championships          | 17 aprile 2014    | 1     | 1:56  | Cina                               |                                                                |
| Sconfitta | 0-1    | Meng Bo                | Decisione (unanime)               | China MMA League                       | 9 novembre 2013   | 2     | 5:00  | Xuchang, Cina                      |                                                                |